# Myrioneuron
Myrioneuron là một chi thực vật có hoa trong họ Thiến thảo (Rubiaceae).

## Loài
Chi Myrioneuron gồm các loài: